# Porto (Zamora)
Porto is een gemeente in de Spaanse provincie Zamora in de regio Castilië en León met een oppervlakte van 200,82 km². Porto telt 188 inwoners (1 januari 2016).

## Demografische ontwikkeling
Bron: INE, 1857-2011: volkstellingen